# Limnephilus argenteornatus
Limnephilus argenteornatus là một loài Trichoptera trong họ Limnephilidae. Chúng phân bố ở miền Tân bắc.